# Mikołaj (Smiszko)
Mikołaj, imię świeckie Mikołaj Smisko (ur. 23 lutego 1936 w Perth Amboy, zm. 13 marca 2011 w Winber) – rusiński duchowny prawosławny, trzeci zwierzchnik Amerykańskiej Karpato-Rusińskiej Diecezji.

## Życiorys
Ukończył seminarium duchowne Chrystusa Zbawiciela w Johnstown. 11 stycznia 1959 przyjął z rąk zwierzchnika Amerykańskiej Karpato-Rusińskiej Diecezji, biskupa Orestesa święcenia kapłańskie. Po przyjęciu sakramentu kapłaństwa został skierowany do pracy duszpasterskiej w parafii Świętych Piotra i Pawła w Windber, gdzie służył do 1962. Następnie przez rok kontynuował studia teologiczne w Akademii Patriarchatu Konstantynopolitańskiego na wyspie Chalki. Na polecenie patriarchy konstantynopolitańskiego Atenagorasa był równocześnie duszpasterzem społeczności prawosławnych Słowian żyjących w Stambule w dzielnicy Galata. Odbył również pielgrzymki do Ziemi Świętej i przez pewien czas żył w jednym z monasterów góry Athos. Po powrocie do USA ukończył studia na uniwersytecie w Youngstown. Przed 1971 był również prefektem ds. dyscypliny w seminarium duchownym w Johnstown i służył w kilku parafiach w regionie Johnstown. Od 1971 do 1983 był proboszczem parafii św. Mikołaja w Nowym Jorku, od 1976 jako archimandryta. 16 września 1979 złożył wieczyste śluby mnisze i został pierwszym zwierzchnikiem jedynego monasteru diecezji, monasteru Zwiastowania w Tuxedo.
13 marca 1983 miała miejsce jego chirotonia na biskupa pomocniczego Amerykańskiej Karpato-Rusińskiej Diecezji. W roku następnym, po śmierci biskupa Jana biskup Mikołaj został nowym zwierzchnikiem diecezji; jego intronizacja miała miejsce 19 kwietnia 1985 w soborze Chrystusa Zbawiciela w Johnstown. 24 listopada 1997 patriarcha Bartłomiej nadał mu godność metropolity Amissos.
Zmarł w 2011 na raka.